# کوردون ده پونتاس نگراس
کوردون ده پونتاس نگراس (به اسپانیایی: Cordón de Puntas Negras) یک کوه در شیلی است که در ال لوآ واقع شده‌است. کوردون ده پونتاس نگراس ۵٬۸۵۲ متر بالاتر از سطح دریا واقع شده‌است.